# Insert Gédé
Insert Gédé est un cheval de course trotteur français, né le 30 mars 1996. Il fit une saison 2003 remarquée, remportant notamment le Prix de Paris, le Prix de l'Atlantique et le Prix René Ballière après une seconde place dans le Prix d'Amérique.

## Carrière de course
Insert Gédé fait ses débuts au mois de janvier de ses 3 ans, enchaînant plusieurs victoires à Vincennes et Enghien avant d'affronter les meilleurs éléments de sa génération à l'automne, s'imposant dans le Prix Abel Bassigny et se classant troisième du Critérium des 3 ans. Il termine ce même meeting 1999/2000 par une victoire du Prix de Sélection, mais, après un autre succès dans le Prix Phaéton en avril, il mettra un an avant de passer une nouvelle fois le poteau en tête, en ayant tenté sa chance dans le Prix d'Amérique et le Prix de France. En avril 2001, il aligne trois victoires dans des groupes 2, prend la deuxième place du Prix René Ballière et s'adjuge le Prix d'Été. À l'orée du meeting d'hiver 2001/2002, Insert Gédé s'affirme comme l'un des grands favoris du Prix d'Amérique en réalisant l'exploit rarissime de remporter les quatre B (Prix de Bretagne, du Bourbonnais, de Bourgogne, de Belgique), les quatre préparatoires à la course-reine. Mais il trouve sur sa route deux champions d'exception, Varenne et Général du Pommeau, et s'incline avec les honneurs. Lors du meeting suivant, malgré une nouvelle victoire dans le Prix de Bourgogne, il doit encore s'avouer vaincu dans l'Amérique face à l'Allemand Abano As, mais s'offre le Prix de Paris. Au cours des mois suivants, il ajoute deux nouveaux groupes 1 à son palmarès, en s'octroyant le Prix de l'Atlantique et le Prix René Ballière. Mais une blessure durant l'été le contraint à renoncer au meeting d'hiver suivant, et même à disparaitre des hippodromes durant plus d'un an. Malgré un retour encourageant et trois victoires dans de petites courses en Suède, son retour face à l'élite en décembre 2004 dans le Prix du Bourbonnais ne s'avère pas concluant et Insert Gédé est à nouveau à l'arrêt. Il tentera un dernier come-back en juillet 2005 mais sans plus de succès et se retire définitivement de la compétition.

### Palmarès
- Prix de Sélection (Gr.1, 2000)
- Prix de Paris (Gr.1, 2003)
- Prix de l'Atlantique (Gr.1, 2003)
- Prix René Ballière (Gr.1, 2003)
- Prix Abel Bassigny (Gr.2, 1999)
- Prix Charles Tiercelin (Gr.2, 2000)
- Prix Phaeton (Gr.2, 2000)
- Prix d'Été (Gr.2, 2001)
- Prix Louis Jariel (Gr.2, 2001)
- Prix Albert Demarcq (Gr.2, 2001)
- Prix Henri Levesque (Gr.2, 2001)
- Prix de Bretagne (Gr.2, 2001)
- Prix du Bourbonnais (Gr.2, 2001)
- Prix de Bourgogne (Gr.2, 2002, 2003)
- Prix de Belgique (Gr.2, 2002)
- 2e Prix de Sélection (Gr.1, 2001)
- 2e Prix René Ballière (Gr.1, 2001)
- 2e Prix de Paris (Gr.1, 2002)
- 2e Prix d'Amérique (Gr.1, 2003)
- 2e Prix Chambon P (Gr.2, 2002)
- 2e Prix de Bretagne (Gr.2, 2002)
- 2e Clôture du Grand National du trot (Gr.2, 2002)
- 3e Critérium des 3 ans (Gr.1, 1999)
- 3e Prix d'Amérique (Gr.1, 2002)
- 3e Prix René Ballière (Gr.1, 2002)
- 3e Prix Jockey (Gr.2, 2001)
- 3e Prix des Ducs de Normandie (Gr.2, 2003)

## Au haras
Au haras, Insert Gédé connaitra une réussite honorable, avec comme meilleurs produits Tchao de Loiron 1'11, vainqueur de trois semi-classiques (Prix Doynel de Saint-Quentin, Ovide Moulinet, Robert Auvray) et Rancho Gédé 1'12, lauréat du Prix Paul Karle, placé du Critérium des Jeunes ans et du Critérium continental.

## Origines
| Origines de Insert Gédé, mâle, alezan. | Origines de Insert Gédé, mâle, alezan. | Origines de Insert Gédé, mâle, alezan. | Origines de Insert Gédé, mâle, alezan. |
| -------------------------------------- | -------------------------------------- | -------------------------------------- | -------------------------------------- |
| Père Jet du Vivier                     | Sabi Pas                               | Carioca II                             | Mousko Williams                        |
| Père Jet du Vivier                     | Sabi Pas                               | Carioca II                             | Quovaria                               |
| Père Jet du Vivier                     | Sabi Pas                               | Infante II                             | Hernani III                            |
| Père Jet du Vivier                     | Sabi Pas                               | Infante II                             | Sa Bourbonnaise                        |
| Père Jet du Vivier                     | Ua Uka                                 | Kerjacques                             | Quinio                                 |
| Père Jet du Vivier                     | Ua Uka                                 | Kerjacques                             | Arlette III                            |
| Père Jet du Vivier                     | Ua Uka                                 | Flicka                                 | Ibarra                                 |
| Père Jet du Vivier                     | Ua Uka                                 | Flicka                                 | Va Sylva                               |
| Mère Cadence Gédé                      | Jiosco                                 | Quioco                                 | Vermont                                |
| Mère Cadence Gédé                      | Jiosco                                 | Quioco                                 | Béatrix II                             |
| Mère Cadence Gédé                      | Jiosco                                 | Valse Bellêmoise                       | Atus II                                |
| Mère Cadence Gédé                      | Jiosco                                 | Valse Bellêmoise                       | Oyama                                  |
| Mère Cadence Gédé                      | Heitida                                | Quérido II                             | Fandango                               |
| Mère Cadence Gédé                      | Heitida                                | Quérido II                             | Dladys                                 |
| Mère Cadence Gédé                      | Heitida                                | Leila                                  | Volontaire                             |
| Mère Cadence Gédé                      | Heitida                                | Leila                                  | Dounsgate                              |